# مسیه ۳۴

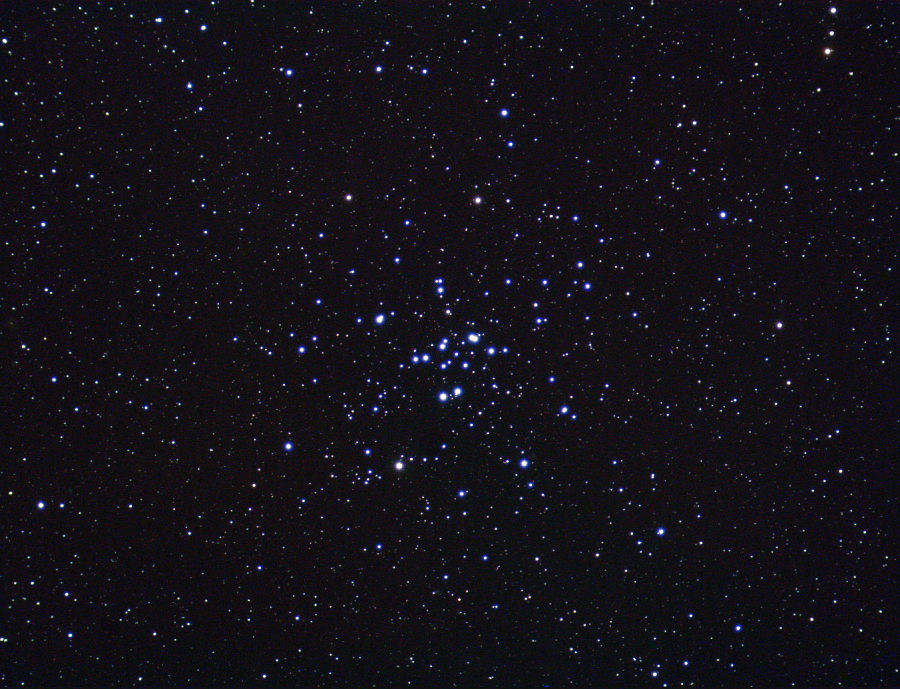
مسیه ۳۴

مسیه ۳۴(به انگلیسی: Messier 34) یا ان‌جی‌سی ۱۰۳۹ یک خوشه ستاره‌ای باز در صورت فلکی برساووش است که فاصله آن از زمین هزار و چهارصد سال نوری و قدر ظاهری آن ۶ است.